# Microregiunea Kunszentmiklós
Microregiunea Kunszentmiklós (în maghiară Kunszentmiklósi kistérség) a fost o microregiune statistică (kistérség) din județul Bács-Kiskun, Ungaria.
Cu o populație de 29.901 locuitori și o suprafață de 802,79 km2, aceasta a existat până în 2014, când în Ungaria, microregiunile ”kistérségek” au fost înlocuite de districte (járások).